# جاك روبرتس (محامي أمريكي)
جاك روبرتس (بالإنجليزية: Jack Roberts)‏ هو قاضي ومحامي أمريكي، ولد في 18 فبراير 1910 في سويتواتر في الولايات المتحدة، وتوفي في 27 فبراير 1988.